# Liste der Kulturdenkmale in Steinbach-Hallenberg
Die Liste der Kulturdenkmale in Steinbach-Hallenberg umfasst die als Ensembles, Straßenzüge und Einzeldenkmale erfassten Kulturdenkmale in der thüringischen Stadt Steinbach-Hallenberg im Landkreis Schmalkalden-Meiningen mit dem Stand vom 24. Februar 2025.
Die Angaben in der Liste ersetzen nicht die rechtsverbindliche Auskunft der zuständigen Denkmalschutzbehörde.

## Legende
- Bild: zeigt ein Bild des Kulturdenkmals und gegebenenfalls einen Link zu weiteren Fotos des Kulturdenkmals im Medienarchiv Wikimedia Commons
- Bezeichnung: Name, Bezeichnung oder die Art des Kulturdenkmals
- Lage: Wenn vorhanden Straßenname und Hausnummer des Kulturdenkmals; Grundsortierung der Liste erfolgt nach dieser Adresse. Der Link Karte führt zu verschiedenen Kartendarstellungen und nennt die Koordinaten des Kulturdenkmals.
 Kartenansicht, um Koordinaten zu setzen – in dieser Kartenansicht sind Kulturdenkmale ohne Koordinaten mit einem roten bzw. orangen Marker dargestellt und können in der Karte gesetzt werden. Kulturdenkmale ohne Bild sind mit einem blauen bzw. roten Marker gekennzeichnet, Kulturdenkmale mit Bild mit einem grünen bzw. orangen Marker.
- Datierung: gibt das Jahr der Fertigstellung beziehungsweise das Datum der Erstnennung oder den Zeitraum der Errichtung an
- Beschreibung: bauliche und geschichtliche Einzelheiten des Kulturdenkmals, vorzugsweise die Denkmaleigenschaften
- ID: Die ID identifiziert das Kulturdenkmal eindeutig. In Thüringen sind aktuell keine IDs veröffentlicht. In der ID-Spalte kann sich auch folgendes Icon  befinden, dies führt zu Angaben zu diesem Kulturdenkmal bei Wikidata.

## Ensembles
| Bild | Bezeichnung                                              | Lage | Datierung | Beschreibung | ID |
| --- | -------------------------------------------------------- | --- | --------- | ------------ | -- |
| BW | Bauliche Gesamtanlage Historischer Ortskern von Bermbach | Bermbach, Am Grund 1, 2; Am Grund 1, 2; Bermbacher Hauptstraße 26, 28, 31, 33, 34, 35, 42, 43, 44, 51, 53, 55, 56, 62, 64, 65, 66; Brunnengasse 1, 2, 9 (Karte) |           |              |    |
| BW | Siedlung                                                 | Steinbach-Hallenberg, Bismarckstraße 31, 33, 35, 37, 39, 41, 43–49, 51; Hauptstraße 75, 77, 79; Rathausplatz 1, 2, 3, 5 (Karte) |           |              |    |
| [[Vorlage:Bilderwunsch/code!/O:!/C:50.701425,10.568547!/D:Bismarckstraße 31, 33, 35 37, 39, 41, 43, 44, 45, 46, 47, 48, 49, 51; Hauptstraße 43, 44, 45, 47, 48, 49, 51, 52, 54, 55, 65, 69, 74, 75, 77, 78, 79, 90, 91, 95, 97, 100, 102, 193, 105, 107, 111, 113, 117, 119, 121, 125, 130, 132, 134, 136, 138; Kälberzeil 1, 3, 4, 5, 6, 11, 13, 19; Kirchplatz 5, 8, 13, 20, 22, 30; Moosbachstraße 1, 2; Rathausstraße 1, 2, 3, 5; Schloßberg 2; Wolffstraße 2; Wolffstraße 2, Ortskern Steinbach-Hallenberg!/\|BW]] | Ortskern Steinbach-Hallenberg                            | Steinbach-Hallenberg, Bismarckstraße 31, 33, 35 37, 39, 41, 43, 44, 45, 46, 47, 48, 49, 51; Hauptstraße 43, 44, 45, 47, 48, 49, 51, 52, 54, 55, 65, 69, 74, 75, 77, 78, 79, 90, 91, 95, 97, 100, 102, 193, 105, 107, 111, 113, 117, 119, 121, 125, 130, 132, 134, 136, 138; Kälberzeil 1, 3, 4, 5, 6, 11, 13, 19; Kirchplatz 5, 8, 13, 20, 22, 30; Moosbachstraße 1, 2; Rathausstraße 1, 2, 3, 5; Schloßberg 2; Wolffstraße 2; Wolffstraße 2 (Karte) |           |              |    |
| BW | Häuserzeile                                              | Steinbach-Hallenberg, Hauptstraße 44, 45, 47, 49, 51, 55 (Karte) |           |              |    |
| BW | Ensemble Dorfkirche                                      | Unterschönau, Schulstraße 11, 12; Unterschönauer Hauptstraße 38 (Karte) |           |              |    |

## Einzeldenkmale nach Gemarkungen

### Steinbach-Hallenberg
| Bild                                    | Bezeichnung                                                        | Lage                                                                                               | Datierung | Beschreibung | ID |
| --------------------------------------- | ------------------------------------------------------------------ | -------------------------------------------------------------------------------------------------- | --------- | ------------ | -- |
| BW                                      | Wasserwerk mit Futtermauer                                         | Steinbach-Hallenberg, Arzbergstraße (Karte)                                                        |           |              |    |
| BW                                      | Wohnhaus                                                           | Steinbach-Hallenberg, Arzbergstraße 60 (Karte)                                                     |           |              |    |
| BW                                      | Wohnhaus                                                           | Steinbach-Hallenberg, Arzbergstraße 68 (Karte)                                                     |           |              |    |
| BW                                      | Bankgebäude                                                        | Steinbach-Hallenberg, Bismarckstraße 43 (Karte)                                                    |           |              |    |
| BW                                      | Wohnhaus                                                           | Steinbach-Hallenberg, Bismarckstraße 51 (Karte)                                                    |           |              |    |
| BW                                      | Wohnhaus                                                           | Steinbach-Hallenberg, Büttnersgasse 10 (Karte)                                                     |           |              |    |
| BW                                      | Wohnhaus                                                           | Steinbach-Hallenberg, Büttnersgasse 8 (Karte)                                                      |           |              |    |
| BW                                      | Wohnhaus mit Ausstattung                                           | Steinbach-Hallenberg, Büttnersgasse 9 (Karte)                                                      |           |              |    |
| BW                                      | Fabrikhalle                                                        | Steinbach-Hallenberg, Erbstal 16 (Karte)                                                           |           |              |    |
| BW                                      | Wohnhaus                                                           | Steinbach-Hallenberg, Hallenburgstraße 7 (Karte)                                                   |           |              |    |
| BW                                      | Wohnhaus mit Ausstattung und Werkstatt                             | Steinbach-Hallenberg, Hallenburgstraße 11 (Karte)                                                  |           |              |    |
| BW                                      | Wohnhaus mit Ausstattung und Nebengebäude                          | Steinbach-Hallenberg, Hallenburgstraße 16 (Karte)                                                  |           |              |    |
| BW                                      | Hotel / Dölls Hotel und Restaurant                                 | Steinbach-Hallenberg, Hallenburgstraße 25 (Karte)                                                  |           |              |    |
| BW                                      | Wohnhaus mit Ausstattung                                           | Steinbach-Hallenberg, Hallenburgstraße 34, Ecke An der Rosse (Karte)                               |           |              |    |
| BW                                      | Speicher                                                           | Steinbach-Hallenberg, Hauptstraße o. Nr., Nähe Nr. 78 (Karte)                                      |           |              |    |
| BW                                      | Werkstatt                                                          | Steinbach-Hallenberg, Hauptstraße 5 (Karte)                                                        |           |              |    |
| BW                                      | Wohn- und Geschäftshaus                                            | Steinbach-Hallenberg, Hauptstraße 21 (Karte)                                                       |           |              |    |
| BW                                      | Wohnhaus                                                           | Steinbach-Hallenberg, Hauptstraße 35 (Karte)                                                       |           |              |    |
| BW                                      | Wohnstallhaus                                                      | Steinbach-Hallenberg, Hauptstraße 44 (Karte)                                                       |           |              |    |
| BW                                      | Wohnhaus mit Innenhof und Garten                                   | Steinbach-Hallenberg, Hauptstraße 45 (Karte)                                                       |           |              |    |
| BW                                      | Feilenhauerei mit Ausstattung / Feilenhauerei                      | Steinbach-Hallenberg, Hauptstraße 91 (Karte)                                                       |           |              |    |
| BW                                      | Schule                                                             | Steinbach-Hallenberg, Hauptstraße 94 (Karte)                                                       |           |              |    |
| BW                                      | Wohnhaus                                                           | Steinbach-Hallenberg, Hauptstraße 95–97 (Karte)                                                    |           |              |    |
| BW                                      | Wohnhaus                                                           | Steinbach-Hallenberg, Hauptstraße 100 (Karte)                                                      |           |              |    |
| BW                                      | Wohnhaus                                                           | Steinbach-Hallenberg, Hauptstraße 107 (Karte)                                                      |           |              |    |
| BW                                      | Scheune                                                            | Steinbach-Hallenberg, Hauptstraße 117 (Karte)                                                      |           |              |    |
| BW                                      | Saalbau / ehem. Gaststätte Hallenburg                              | Steinbach-Hallenberg, Hauptstraße 119 (Karte)                                                      |           |              |    |
| BW                                      | Wohn- und Geschäftshaus                                            | Steinbach-Hallenberg, Hauptstraße 125 (Karte)                                                      |           |              |    |
| BW                                      | Pfarrhaus / Oberes Pfarrhaus                                       | Steinbach-Hallenberg, Hauptstraße 134 (Karte)                                                      |           |              |    |
| BW                                      | Wohnhaus                                                           | Steinbach-Hallenberg, Hauptstraße 136 (Karte)                                                      |           |              |    |
| BW                                      | Wohnhaus                                                           | Steinbach-Hallenberg, Kälberzeil 4, 6 (Karte)                                                      |           |              |    |
| BW                                      | Wohnhaus mit Wirtschaftstrakt                                      | Steinbach-Hallenberg, Kirchplatz 13 (Karte)                                                        |           |              |    |
| weitere Bilder Fotos hochladen          | Kirche mit Ausstattung und Kirchhof / Evangelische Stadtkirche     | Steinbach-Hallenberg, Kirchplatz 28 (Karte)                                                        |           |              |    |
| BW                                      | Wohnhaus                                                           | Steinbach-Hallenberg, Kirchplatz 5 (Karte)                                                         |           |              |    |
| BW                                      | Wohnhaus                                                           | Steinbach-Hallenberg, Kirchplatz 8 (Karte)                                                         |           |              |    |
| Direkt Bild zu diesem Denkmal hochladen | Wohnhaus und Scheune                                               | Steinbach-Hallenberg, Mühlgasse 11                                                                 |           |              |    |
| BW                                      | Wohnhaus                                                           | Steinbach-Hallenberg, Oberhofer Straße 11 (Karte)                                                  |           |              |    |
| BW                                      | Gasthaus                                                           | Steinbach-Hallenberg, Oberhofer Straße 41 (Karte)                                                  |           |              |    |
| Direkt Bild zu diesem Denkmal hochladen | Mühle mit Ausstattung / Rasenmühle                                 | Steinbach-Hallenberg, Rasenmühlenweg 13, 15                                                        |           |              |    |
| weitere Bilder Fotos hochladen          | Wohnhaus                                                           | Steinbach-Hallenberg, Rathausplatz 1 (Karte)                                                       |           |              |    |
| BW                                      | Rathaus                                                            | Steinbach-Hallenberg, Rathausplatz 2 (Karte)                                                       |           |              |    |
| BW                                      | Wohn- und Geschäftshaus                                            | Steinbach-Hallenberg, Rathausplatz 3 (Karte)                                                       |           |              |    |
| BW                                      | Kirche mit Ausstattung, Gemeindesaal, Pfarrerwohnung               | Steinbach-Hallenberg, Rotteroder Straße 4 (Karte)                                                  |           |              |    |
| BW                                      | Wohnhaus / Glockenhaus                                             | Steinbach-Hallenberg, Schloßberg 29 (Karte)                                                        |           |              |    |
| Direkt Bild zu diesem Denkmal hochladen | Wohnhaus mit Werkstattgebäude, Scheune, Grundstück und Einfriedung | Steinbach-Hallenberg, Wolffstraße 2                                                                |           |              |    |
| Direkt Bild zu diesem Denkmal hochladen | Schmiede / ehem. Zangenschmiede                                    | Steinbach-Hallenberg, Wolffstraße 20                                                               |           |              |    |
| BW                                      | Kirche mit Ausstattung, Friedhof und Einfriedung / Totenhof-Kirche | Steinbach-Hallenberg (Karte)                                                                       |           |              |    |
| Direkt Bild zu diesem Denkmal hochladen | Brücke / Burgbrücke                                                | Steinbach-Hallenberg, über die Hasel, an der Einmündung der Moosbach Dillersgasse/Hallenburgstraße |           |              |    |
| Direkt Bild zu diesem Denkmal hochladen | Wasserbehälter mit Ausstattung                                     | Steinbach-Hallenberg                                                                               |           |              |    |
| Direkt Bild zu diesem Denkmal hochladen | Brücke / Braubrücke                                                | Steinbach-Hallenberg, Ecke Hauptstraße/Schloßberg                                                  |           |              |    |
| BW                                      | Ruine / Hallenburg                                                 | Steinbach-Hallenberg, oberhalb der Stadt (Karte)                                                   |           |              |    |
| Direkt Bild zu diesem Denkmal hochladen | Schanze Nebengebäude                                               | Steinbach-Hallenberg                                                                               |           |              |    |

### Altersbach
| Bild                                    | Bezeichnung                                    | Lage                                                     | Datierung | Beschreibung | ID |
| --------------------------------------- | ---------------------------------------------- | -------------------------------------------------------- | --------- | ------------ | -- |
| BW                                      | Unterer Brunnen                                | Altersbach, Altersbacher Hauptstraße, vor Nr. 70 (Karte) |           |              |    |
| Direkt Bild zu diesem Denkmal hochladen | Mittlerer Brunnen                              | Altersbach, Altersbacher Hauptstraße, vor Nr. 51         |           |              |    |
| BW                                      | Oberer Brunnen                                 | Altersbach, Altersbacher Hauptstraße, Ecke Hügel (Karte) |           |              |    |
| BW                                      | Wohnhaus                                       | Altersbach, Altersbacher Hauptstraße 20 (Karte)          |           |              |    |
| BW                                      | Wohnhaus                                       | Altersbach, Altersbacher Hauptstraße 21, 22 (Karte)      |           |              |    |
| BW                                      | Wohnstallhaus                                  | Altersbach, Altersbacher Hauptstraße 24 (Karte)          |           |              |    |
| BW                                      | Simultangebäude mit Ausstattung und Stützmauer | Altersbach, Altersbacher Hauptstraße 25 (Karte)          |           |              |    |
| BW                                      | Wohnhaus                                       | Altersbach, Altersbacher Hauptstraße 27 (Karte)          |           |              |    |
| BW                                      | Wohnhaus mit Scheune                           | Altersbach, Altersbacher Hauptstraße 34 (Karte)          |           |              |    |
| BW                                      | Wohnhaus mit Scheune                           | Altersbach, Altersbacher Hauptstraße 51 (Karte)          |           |              |    |
| BW                                      | Wohnhaus                                       | Altersbach, Altersbacher Hauptstraße 53 (Karte)          |           |              |    |
| BW                                      | Wohnhaus                                       | Altersbach, Altersbacher Hauptstraße 66 (Karte)          |           |              |    |
| BW                                      | Gehöft                                         | Altersbach, Altersbacher Hauptstraße 67 (Karte)          |           |              |    |
| BW                                      | Gaststättensaal                                | Altersbach, Am Bahnhof 7 (Karte)                         |           |              |    |
| BW                                      | Felsenkeller                                   | Altersbach, Am Bahnhof 8 (Karte)                         |           |              |    |
| BW                                      | Schule                                         | Altersbach, Renterei 15 (Karte)                          |           |              |    |
| BW                                      | Rentamt                                        | Altersbach, Renterei 4 (Karte)                           |           |              |    |

### Bermbach
| Bild                                    | Bezeichnung               | Lage                                        | Datierung | Beschreibung | ID |
| --------------------------------------- | ------------------------- | ------------------------------------------- | --------- | ------------ | -- |
| Direkt Bild zu diesem Denkmal hochladen | Wohnhaus, Nebengelaß      | Bermbach, Am Grund 2                        |           |              |    |
| BW                                      | Wohnhaus                  | Bermbach, An der Brunnengasse 2 (Karte)     |           |              |    |
| BW                                      | Wohnhaus                  | Bermbach, An der Brunnengasse 9 (Karte)     |           |              |    |
| BW                                      | Werkstattgebäude, Scheune | Bermbach, Bermbacher Hauptstraße 26 (Karte) |           |              |    |
| BW                                      | Wohnhaus, Scheune         | Bermbach, Bermbacher Hauptstraße 33 (Karte) |           |              |    |
| BW                                      | Wohnhaus                  | Bermbach, Bermbacher Hauptstraße 44 (Karte) |           |              |    |
| BW                                      | Simultangebäude           | Bermbach, Bermbacher Hauptstraße 51 (Karte) |           |              |    |
| BW                                      | Wohnhaus                  | Bermbach, Bermbacher Hauptstraße 53 (Karte) |           |              |    |
| BW                                      | Wohnhaus, Nebengebäude    | Bermbach, Bermbacher Hauptstraße 56 (Karte) |           |              |    |
| BW                                      | Wohnhaus                  | Bermbach, Bermbacher Hauptstraße 62 (Karte) |           |              |    |
| BW                                      | Einhaus, Innenausstattung | Bermbach, Bermbacher Hauptstraße 66 (Karte) |           |              |    |
| Direkt Bild zu diesem Denkmal hochladen | Brücke                    | Bermbach, L 2612 (südlich der Ortslage)     |           |              |    |

### Herges-Hallenberg
| Bild                                    | Bezeichnung                               | Lage                                                | Datierung | Beschreibung | ID |
| --------------------------------------- | ----------------------------------------- | --------------------------------------------------- | --------- | ------------ | -- |
| weitere Bilder Fotos hochladen          | Kirche mit Ausstattung und Kirchhof       | Herges-Hallenberg, Bermbacher Straße o. Nr. (Karte) |           |              |    |
| BW                                      | Wohnhaus mit Ausstattung und Nebengebäude | Herges-Hallenberg, Bermbacher Straße 6 (Karte)      |           |              |    |
| BW                                      | Hofanlage / Hakenhof                      | Herges-Hallenberg, Kurze Seite 3 (Karte)            |           |              |    |
| BW                                      | Wohnhaus mit Scheune                      | Herges-Hallenberg, Mühlgasse 11 (Karte)             |           |              |    |
| BW                                      | Gasthaus Zum Adler                        | Herges-Hallenberg, Suhler Straße 30 (Karte)         |           |              |    |
| Direkt Bild zu diesem Denkmal hochladen | Backhaus / Dorfbackhaus                   | Herges-Hallenberg                                   |           |              |    |

### Oberschönau
| Bild                                    | Bezeichnung                                                              | Lage                                              | Datierung | Beschreibung | ID |
| --------------------------------------- | ------------------------------------------------------------------------ | ------------------------------------------------- | --------- | ------------ | -- |
| BW                                      | Werkstatt und Wohnhaus                                                   | Oberschönau, Eckestraße 14 (Karte)                |           |              |    |
| BW                                      | Cafe / Kanzlersgrund                                                     | Oberschönau, Kanzlersgrund 1 (Karte)              |           |              |    |
| BW                                      | Pfarrhaus mit Ausstattung                                                | Oberschönau, Obere Schulstraße (Karte)            |           |              |    |
| weitere Bilder Fotos hochladen          | Kirche mit Ausstattung und Kirchhof                                      | Oberschönau, Oberschönauer Hauptstraße (Karte)    |           |              |    |
| BW                                      | Wohnhaus mit Werkstattgebäude und Ausstattung                            | Oberschönau, Oberschönauer Hauptstraße 42 (Karte) |           |              |    |
| BW                                      | Wohnhaus mit Nebengebäude und Ausstattung                                | Oberschönau, Oberschönauer Hauptstraße 46 (Karte) |           |              |    |
| BW                                      | Friedhofshalle                                                           | Oberschönau, auf dem Friedhof (Karte)             |           |              |    |
| Direkt Bild zu diesem Denkmal hochladen | Brücke                                                                   | Oberschönau, über die Hasel, oberhalb des Ortes   |           |              |    |
| Direkt Bild zu diesem Denkmal hochladen | Grenzadler                                                               | Oberschönau, Straße nach Oberhof                  |           |              |    |
| BW                                      | Denkmal und Grünanlage / Denkmal für Johann Christian Friedrich Haeffner | Oberschönau, Hauptstraße/Dorfplatz (Karte)        |           |              |    |
| Direkt Bild zu diesem Denkmal hochladen | Gefallenendenkmal und Park / Ehrenmal Johannesstätte                     | Oberschönau                                       |           |              |    |

### Rotterode
| Bild                           | Bezeichnung                                                       | Lage                                     | Datierung | Beschreibung | ID |
| ------------------------------ | ----------------------------------------------------------------- | ---------------------------------------- | --------- | ------------ | -- |
| BW                             | Wohnhaus                                                          | Rotterode, Obere Straße 1 (Karte)        |           |              |    |
| BW                             | Wohnhaus mit Ausstattung                                          | Rotterode, Obere Straße 13 (Karte)       |           |              |    |
| weitere Bilder Fotos hochladen | Kirche mit Ausstattung und Kirchhof / Evangelische Johanneskirche | Rotterode, Steinbacher Straße 58 (Karte) |           |              |    |

### Unterschönau
| Bild                                    | Bezeichnung                                                             | Lage                                                                                                 | Datierung | Beschreibung | ID |
| --------------------------------------- | ----------------------------------------------------------------------- | --- | --------- | ------------ | -- |
| weitere Bilder Fotos hochladen          | Kirche mit Ausstattung und Gedenkstätte / Ev. Kirche St. Peter und Paul | Unterschönau, Schulstraße 12 (Karte)                                                                 |           |              |    |
| Direkt Bild zu diesem Denkmal hochladen | Brücke                                                                  | Unterschönau, Unterschönauer Hauptstraße o. Nr., über die Hasel, gegenüber des Gasthofes 'Hohe Möst' |           |              |    |
| BW                                      | Keller                                                                  | Unterschönau, Unterschönauer Hauptstraße 37 (Karte)                                                  |           |              |    |
| BW                                      | Wohnhaus mit Nebengebäude                                               | Unterschönau, Unterschönauer Hauptstraße 38 (Karte)                                                  |           |              |    |
| Direkt Bild zu diesem Denkmal hochladen | Wohnhaus                                                                | Unterschönau, Unterschönauer Hauptstraße 56                                                          |           |              |    |
| BW                                      | Werkstatt mit Ausstattung / Hammerfabrikation 'Valentin Keller'         | Unterschönau, Unterschönauer Hauptstraße 58 (Karte)                                                  |           |              |    |
| BW                                      | Wohnhaus mit Ausstattung und Nebengebäude                               | Unterschönau, Unterschönauer Hauptstraße 59 (Karte)                                                  |           |              |    |
| Direkt Bild zu diesem Denkmal hochladen | Wohnhaus                                                                | Unterschönau, Unterschönauer Hauptstraße 61                                                          |           |              |    |

### Viernau
| Bild                                    | Bezeichnung                                                                | Lage                                           | Datierung | Beschreibung | ID |
| --------------------------------------- | -------------------------------------------------------------------------- | ---------------------------------------------- | --------- | ------------ | -- |
| BW                                      | Gehöft                                                                     | Viernau, Alte Bahnhofstraße 2 (Karte)          |           |              |    |
| BW                                      | Schmiede mit Ausstattung                                                   | Viernau, Dolmarstraße 6 (Karte)                |           |              |    |
| Direkt Bild zu diesem Denkmal hochladen | Gefallenendenkmal                                                          | Viernau, Ernst-Thälmann-Straße o. Nr.          |           |              |    |
| BW                                      | Wohn- und Geschäftshaus                                                    | Viernau, Ernst-Thälmann-Straße 28 (Karte)      |           |              |    |
| BW                                      | Wohnhaus, Nebengebäude                                                     | Viernau, Ernst-Thälmann-Straße 31 (Karte)      |           |              |    |
| BW                                      | Wohnhaus, Nebengebäude                                                     | Viernau, Ernst-Thälmann-Straße 35 (Karte)      |           |              |    |
| BW                                      | Wohnhaus                                                                   | Viernau, Ernst-Thälmann-Straße 39 (Karte)      |           |              |    |
| BW                                      | Wohnhaus, Nebengebäude, Hof                                                | Viernau, Ernst-Thälmann-Straße 49 (Karte)      |           |              |    |
| BW                                      | Wohnhaus, Nebengebäude, Tor, Einfriedung                                   | Viernau, Ernst-Thälmann-Straße 50 (Karte)      |           |              |    |
| BW                                      | Wohnhaus, Nebengebäude, Hof                                                | Viernau, Ernst-Thälmann-Straße 52 (Karte)      |           |              |    |
| weitere Bilder Fotos hochladen          | Kirche, Ausstattung, Kirchhof, Friedhof, Einfriedung / Evangelische Kirche | Viernau, Kirchberg o. Nr. (Karte)              |           |              |    |
| BW                                      | Wohnhaus                                                                   | Viernau, Kirchberg 3 (Karte)                   |           |              |    |
| BW                                      | Wohnhaus, Nebengebäude                                                     | Viernau, Kirchberg 6 (Karte)                   |           |              |    |
| BW                                      | Wohnhaus                                                                   | Viernau, Mühlstraße 22 (Karte)                 |           |              |    |
| BW                                      | Wohnhaus, Grundstück, Einfriedung                                          | Viernau, Neue Bahnhofstraße 13 (Karte)         |           |              |    |
| Direkt Bild zu diesem Denkmal hochladen | Wohnhaus, Nebengebäude, Grundstück, Einfriedung                            | Viernau, Seeleite 1                            |           |              |    |
| Direkt Bild zu diesem Denkmal hochladen | Grenzstein(e)                                                              | Viernau                                        |           |              |    |
| Direkt Bild zu diesem Denkmal hochladen | Gedenkstein / Förstermord-Denkmal                                          | Viernau, südlich des Griesgraben im Waldgebiet |           |              |    |